# Polybia uruguayensis
Polybia uruguayensis är en getingart som beskrevs av Giordani Soika 1965. Polybia uruguayensis ingår i släktet Polybia och familjen getingar. Inga underarter finns listade i Catalogue of Life.